# Heterixalus rutenbergi
Heterixalus rutenbergi o rana de junco de Rutenberg es una especie de anfibio de la familia Hyperoliidae.
Es endémica de Madagascar.
Su hábitat natural incluye praderas tropicales o subtropicales a gran altitud, pantanos, marismas de agua dulce, corrientes intermitentes de agua dulce y tierra arable.
Está amenazada de extinción por la pérdida de su hábitat natural.